# Elchan Radžabli
Elchan Radžabli (* 27. března 1980) je bývalý ázerbájdžánský zápasník–judista a sambista lezgské národnosti.

## Sportovní kariéra
Pochází ze známé zápasnické rodiny Radžablijů. Začínal pod vedením svého otce Ahmaddina v útlém dětství. Vrcholově se připravoval v klubu Attila v Baku pod vedením svého strýce Ahada a Hadžiagi Hadžiahmadova. V Ázerbájdžánské reprezentaci se pohyboval od roku 1999 v lehké váze do 73 kg, ve které se v roce 2000 na olympijské hry v Sydney nekvalifikoval. Od roku startoval v polostřední váze do 81 kg. V roce 2004 neuspěl v ázerbájdžánské olympijské nominaci na olympijské hry v Athénách na úkor Mehmana Azizova a podobně s Azizovem dopadl za čtyři roky v olympijské nominaci pro olympijské hry v Pekingu v roce 2008. V roce 2012 se kvalifikoval přímo na olympijské hry v Londýně, ale musel ustoupit známějšímu Elnuru Mammadlimu. Sportovní kariéru ukončil v roce 2013.

## Výsledky
| Turnaj             | 1998       | 1999       | 2000       | 2001             | 2002             | 2003             | 2004             | 2005             | 2006             | 2007             | 2008             | 2009             | 2010             | 2011             | 2012             |
| Turnaj             | 18         | 19         | 20         | 21               | 22               | 23               | 24               | 25               | 26               | 27               | 28               | 29               | 30               | 31               | 32               |
| Turnaj             | lehká váha | lehká váha | lehká váha | polostřední váha | polostřední váha | polostřední váha | polostřední váha | polostřední váha | polostřední váha | polostřední váha | polostřední váha | polostřední váha | polostřední váha | polostřední váha | polostřední váha |
| ------------------ | ---------- | ---------- | ---------- | ---------------- | ---------------- | ---------------- | ---------------- | ---------------- | ---------------- | ---------------- | ---------------- | ---------------- | ---------------- | ---------------- | ---------------- |
| Olympijské hry     |            |            | —          |                  |                  |                  | —                |                  |                  |                  | —                |                  |                  |                  | —                |
| Mistrovství světa  |            | úč.        |            | 3.               |                  | úč.              |                  | úč.              |                  | —                |                  | —                | úč.              | 5.               |                  |
| Mistrovství Evropy | —          | —          | —          | —                | úč.              | —                | —                | úč.              | —                | —                | —                | úč.              | úč.              | úč.              | úč.              |
| MS juniorů         | —          |            |            |                  |                  |                  |                  |                  |                  |                  |                  |                  |                  |                  |                  |
| ME juniorů         | úč.        | úč.        |            |                  |                  |                  |                  |                  |                  |                  |                  |                  |                  |                  |                  |